# روبرت شارب (محامي)
روبرت شارب هو قاضي ومحامي كندي، ولد في 1945 في برانتفورد في كندا.